# Felicity

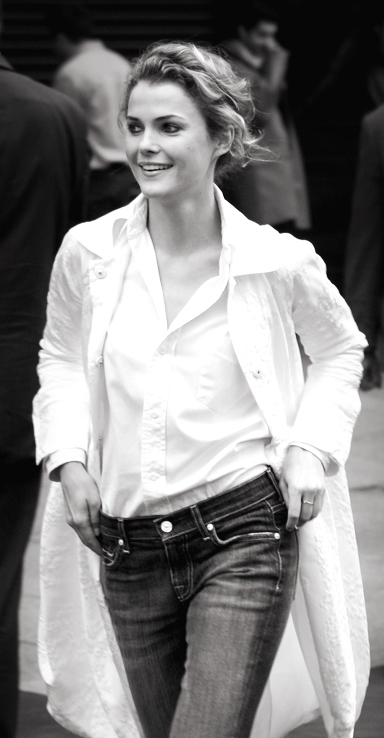
Keri Russell spelar titelrollen, Felicity Porter.

Felicity är en amerikansk tv-serie som ursprungligen sändes från den 29 september 1998 till den 22 maj 2002 på tv-stationen The WB Television Network, totalt 84 avsnitt fördelade över fyra säsonger. Handlingen kretsar kring huvudpersonen Felicity Porter, spelad av Keri Russell, som studerar på college i New York dit hon flyttat från hemstaden Palo Alto, Kalifornien, på andra sidan landet. Seriens skapare är J.J. Abrams och Matt Reeves.
I Sverige visades serien först på TV3, och har repriserats på TV4.

## Rollista i urval
- Keri Russell - Felicity Porter
- Scott Speedman - Ben Convington
- Amy Jo Johnson - Julie Emrick
- Scott Foley - Noel Crane
- Tangi Miller - Elena Tyler
- Amanda Foreman - Meghan Rotundi-Blumberg
- Greg Grunberg - Sean Blumberg
- Ian Gomez - Javier Clemente Quintata
- Rob Benedict - Richard Coad